# Metanoea anatolica
Metanoea anatolica är en nattsländeart som beskrevs av Füsun Sipahiler 1986. Metanoea anatolica ingår i släktet Metanoea och familjen husmasknattsländor. Inga underarter finns listade i Catalogue of Life.